# Wrayanna soluta
Wrayanna soluta е вид охлюв от семейство Assimineidae.

## Разпространение
Видът е разпространен в Микронезия.